# William Snodgrass
William DeWitt Snodgrass (Wilkinsburg, Pensilvania, 5 de enero de 1926 - Condado de Madison (Nueva York), 13 de enero de 2009) fue un poeta estadounidense que utilizó el hipocorístico W. D. Snodgrass y el seudónimo S. S. Gardons. Sus primeros trabajos se distinguieron por su cuidada forma y su examen de las experiencias personales.
Obtuvo, entre otros galardones, el Premio Pulitzer de Poesía en 1960.

## Biografía
Sus padres, presbiterianos, eran Bruce DeWitt, contable, y Jesse Helen (Murchie de soltera) Sondgrass.
Asistió al Geneva College (1943-44). Sus estudios se vieron interrumpidos cuando se enroló en la Marina durante la Segunda Guerra Mundial (1944-46). El 6 de junio de 1946, Snodgrass se casó con su primera esposa, Lila Jean Hank. Juntos tuvieron una hija, Cynthia Jean. Su matrimonio terminó en divorcio en diciembre de 1953. Tras la desmovilización, Snodgrass retomó sus estudios, pero se transfirió a la Universidad de Iowa y, en algún momento, se unió al Iowa Writers' Workshop, que se había establecido en 1937 y estaba atrayendo como profesores a algunos de los mejores talentos en poesía de la época, entre los que se encontraban John Berryman, Randall Jarrell y Robert Lowell. En dicha universidad consiguió su Máster en Bellas Artes en 1953.
El 19 de marzo de 1954, Snodgrass se casó con su segunda esposa, Janice Marie Ferguson Wilson. Juntos tuvieron un hijo, Russell Bruce, y una hijastra, Kathy Ann Wilson.
En el ámbito académico, Snodgrass enseñó en la Universidad de Cornell (1955-57), Rochester (1957-58), Wayne State (1958-1968), la Universidad de Siracusa (1968-76) y la Universidad de Delaware (1979-1994). A partir de 1995 se dedicó en exclusiva a la escritura.
Cuando todavía era profesor en la Universidad Estatal de Wayne, Snodgrass se divorció de su segunda esposa (1966) y se casó con su tercera esposa, Camille Rykowski, el 13 de septiembre de 1967. Su tercer matrimonio terminó en 1978. El 20 de junio de 1985, Kathleen Ann Brown se convirtió en la cuarta esposa de Snodgrass.
A lo largo de su vida, fue conocido por sus amigos como "De".
Falleció, de cáncer de pulmón, en su casa del condado de Madison, en la que llevaba viviendo muchos años, con 83 años recién cumplidos.

## Carrera
Los primeros poemas de Snodgrass aparecieron en 1950 y, a lo largo de la década de 1950, publicó en algunas de las revistas más prestigiosas: Botteghe Oscure, Partisan Review, The New Yorker, The Paris Review y The Hudson Review. En 1957, cinco secciones de una secuencia titulada Heart's Needle fueron incluidas en una antología de Hall, Pack y Simpson, New Poets of England and America. 
Para cuando fue publicada la antología en 1959, Snodgrass ya había ganado la beca de The Hudson Review en Poesía y un Premio de Poesía de la Fundación Ingram Merrill. 
Su primera colección de poemas, Heart's Needle, apareció en 1959, gracias a la ayuda que le proporcionó Robert Lowell para encontrar un editor. En esa obra, altamente autobiográfica, Snodgrass relata con dolor su divorcio y la pérdida de su hija. El libro fue galardonado con el Premio Pulitzer de Poesía de 1960, y está considerado el inicio de la poesía confesional. Grandes autores como Sylvia Plath, Ted Hughes y sus profesores Lowell y Berryman, se consideraron influenciados por la obra. 
Entre sus obras posteriores cabe destacar: After Experience, en la que continúa con la temática y las formas de su primera obra; Remains, If Birds Build with Your Hair y D. D. Byrde Callying Jennie Wrenn, en los que emplea el verso libre; W. D.'s Midnight Carnival y The Death of Cock Robin, en los que cada poema está relacionado con una pintura de DeLoss McGraw; yThe Führer Bunker: The Complete Cycle, colección de poemas que representan monólogos de varios jerarcas nazis que compartieron los últimos días de Adolf Hitler.
También publicó ensayos, traducciones, crítica literaria y prosa autobiográfica, y adaptó como obra teatral su 'The Führer Bunker: The Complete Cycle. 

## Estilo y crítica
Snodgrass está considerado una figura capital dentro del confesionalismo, aunque a él no le gustaba el término y ni siquiera se consideraba parte del movimiento. El artista hablaba así sobre su trabajo: «Primero me hice conocido por poemas de naturaleza muy personal, especialmente aquellos sobre la pérdida de una hija en un divorcio. Muchos de esos primeros poemas estaban en metros formales y tenían una superficie 'abierta'. En mi carrera, sin embargo, he escrito tanto verso libre como métricas formales». Sin embargo, el crítico David McDuff afirma: «Al igual que otros poetas confesionales, Snodgrass se esfuerza por revelar los sentimientos violentos y reprimidos que a menudo acechan bajo la superficie aparentemente plácida de la vida cotidiana».
Esa combinación de lo confesional y lo tradicional lleva a críticos como Thomas Lask del The New York Times a afirmar: «En Heart's Needle Snodgrass habló con una voz distintiva. Era una persona alegre y asertiva en la superficie, pero sombría y herida en el fondo. Es uno de los pocos libros que logró unir con éxito la franqueza del verso libre contemporáneo con las demandas de la academia».
Snodgrass utilizó un enfoque altamente autoanalítico, que hizo afirmar a Stanley Moss en The New Republic: «ha encontrado un lugar para las emociones sentidas, pero que antes estaban sin palabras y fuera de la conciencia. Se ha identificado con el sufrimiento y la culpa exquisitos y con todos aquellos que apenas logran existir al borde de la vida».

## Obras

### Poemas
- 1959: Heart's Needle, ganador del Premio Pulitzer de Poesía 1960.
- 1968: After Experience: Poems and Translations-
- 1968: Leaving the Motel.
- 1970: Remains.
- 1977: The Führer Bunker: A Cycle of Poems in Progress, nominado al Premio del Círculo de Críticos Nacional del Libro de Poesía.
- 1979: If Birds Build with Your Hair.
- 1981: These Trees Stand.
- 1982: Heinrich Himmler.
- 1983: The Boy Made of Meat.
- 1983: Magda Goebbels.
- 1984: D. D. Byrde Callying Jennie Wrenn.
- 1986: The Kinder Capers.
- 1986: A Locked House.
- 1987: Selected Poems: 1957-1987.
- 1988: W. D.'s Midnight Carnival.
- 1989: The Death of Cock Robin.
- 1993: Each in His Season.
- 1995: The Führer Bunker: The Complete Cycle.
- 2006: Not for Specialists: New and Selected Poems.

### Prosa
- 1975: In Radical Pursuit: Critical Essays and Lectures.
- 1999: After-images: autobiographical sketches.
- 2002: To Sound Like Yourself: Essays on Poetry.

### Antologías
- 1967: Gallows Song.
- 1977: Six Troubadour Songs.
- 1978: Traditional Hungarian Songs.
- 1983: Six Minnesinger Songs.
- 1984: The Four Seasons.
- 1993: Five Romanian Ballads, Cartea Romaneasca.
- 1998: Selected Translations, ganador del Harold Morton Landon Translation Award.
- 2001: De/Compositions: 101 Good Poems Gone Wrong.

### Teatro
- The Führer Bunker (1981).

## Premios y reconocimientos
- 1960: Ganador del Premio Pulitzer de Poesía por Heart's Needle.[2]
- 1960: Arts and Letters Award in Literature concedido por la Academia Estadounidense de las Artes y las Letras.[7]
- 1966: Beca de la National Endowment for the Arts.[8]
- 1972: Beca Guggenheim.[9]
- 1972: Ganador del Academy of American Poets Fellowship por «logros poéticos distinguidos».[10]
- 1972: Elegido miembro de la Academia Estadounidense de las Artes y las Letras.[11]
- 1977: Nominado al Premio del Círculo de Críticos Nacional del Libro de Poesía por The Führer Bunker: A Cycle of Poems in Progress.[12]
- 1999: Ganador del Harold Morton Landon Translation Award por Selected Translations.[13]
- 2001: Nominado al Premio del Círculo de Críticos Nacional del Libro de Crítica por De/Compositions: 101 Good Poems Gone Wrong.[14]
- 2006: Nominado al Premio del Círculo de Críticos Nacional del Libro de Poesía por Not for Specialists: New and Selected Poems.[15]

### Enlaces a poemas
Enlaces a páginas con poemas escritos por William De Witt Snodgrass, en inglés:
- Poets.org
- Poetry foundation

- Datos: Q1334959